# Clytra variomaculata
Clytra variomaculata là một loài bọ cánh cứng trong họ Chrysomelidae. Loài này được Takizawa miêu tả khoa học năm 1986.